# Пелетування

Гранули. JPG

Пелетування (рос. пеллетирование, англ. pelleting, нім. Pelletieren n, Pelletisieren n) — процес виникнення кулястих та овальних агрегатів з тонких фракцій корисної копалини у водному середовищі, який протікає при агітації (перемішуванні) пульпи в присутності реагента. Пелетування є основною операцією масляної агрегації.
У ширшому сенсі — процес отримання пелет різної форми.